# Mount Johns, Västantarktis
Mount Johns är ett berg i Antarktis. Det ligger i Västantarktis. Inget land gör anspråk på området. Toppen på Mount Johns är 90 meter över havet.
Terrängen runt Mount Johns är huvudsakligen en högslätt. Trakten är obefolkad. Det finns inga samhällen i närheten.